# Stade Jayme-Cintra
Le stade Jayme-Cintra (en portugais : Estádio Jayme Cintra), également connu sous le nom de Stade Dr. Jayme Pinheiro de Ulhoa Cintra (en portugais : Estádio Dr. Jayme Pinheiro de Ulhoa Cintra), est un stade de football brésilien situé à Jundiaí dans l'État de São Paulo.
Le stade, doté de 13 905 places et inauguré en 1957, sert d'enceinte à domicile à l'équipe de football du Paulista Futebol Clube.

## Histoire
Le stade, qui porte le nom du Dr Jayme Cintra, président de la Companhia Paulista de Estradas de Ferro (en français : Compagnie Pauliste des Chemins de Fer), est achevé en 1957.
Il est inauguré le 30 mai 1957, lors d'une victoire 3-1 des locaux du Paulista contre Palmeiras (le premier but au stade étant inscrit par Belmiro, joueur du Paulista).
Le record d'affluence au stade est de 28 473 spectateurs, lors d'une défaite 2-1 du Paulista contre Santos le 2 mars 1969.